# Słuchaj
Słuchaj – wieś w Polsce położona w województwie kujawsko-pomorskim, w powiecie golubsko-dobrzyńskim, w gminie Golub-Dobrzyń. Wraz z wsiami Skępsk i Pasieka należy do sołectwa Skępsk.
W latach 1975–1998 miejscowość administracyjnie należała do województwa toruńskiego.

## Zabytki
Według rejestru zabytków NID na listę zabytków wpisany jest park dworski z k. XIX w., nr rej.: A/623 z 22.11.1984.